# Osbaston (Knockin)
Osbaston – wieś w Anglii, w hrabstwie Shropshire, blisko Oswestry. Leży 20 km na północny zachód od miasta Shrewsbury i 244 km na północny zachód od Londynu.